# Nusa Boti
Nusa Boti är en ö i Indonesien.   Den ligger i provinsen Nusa Tenggara Timur, i den sydöstra delen av landet, 1 900 km öster om huvudstaden Jakarta. Arean är 0,44 kvadratkilometer.
Terrängen på Nusa Boti är platt. Den sträcker sig 1,4 kilometer i nord-sydlig riktning, och 0,6 kilometer i öst-västlig riktning.